# Magnus Fredrik Brahe
Magnus Fredrik Brahe, född den 15 oktober 1756 i Stockholm, död där den 12 december 1826, var en svensk greve, lantmarskalk och hovman.

## Biografi
Magnus Fredrik Brahe föddes tre månader efter sin fars, Erik Brahes, död. Hans mor var Stina Piper. Han blev som sin far anhängare till dem som arbetade för en starkare kungamakt. Brahe utnämndes av Gustaf III till en av kronprisens Gustav Adolfs faddrar vid dennes dop den 10 november 1778 och fick vid drottningens kyrktagning den 27 december 1778 mottaga Gustav III:s faddertecken samt att han blev utnämnd till en av rikets herrar. Han var även serafimerriddare. Det var Brahe som bar Gustav Adolf vid dopet.
Han började sin karriär inom det militära vid Livdrabanterna och avancerade till kaptenlöjtnant. År 1787 begärde Brahe avsked och kom nu att sugas in i kretsen kring de adelsmän som motsatte sig kungens vidlyftiga planer. Han deltog vid Riksdagen 1789 då han tillhörde de adelsmän ur oppositionen som arresterades på order av kung Gustav III den 20 februari 1789, inför kungens plan på att genomdriva Förenings- och säkerhetsakten. Brahe sattes i husarrest och han släpptes efter riksdagens slut samma år. Brahe hade dock ingen del i mordet på Gustav III, men satt en kort tid fängslad efter mordet.
Som nämnts var Brahe i opposition mot kungen under dennes senare regeringstid, men han var en av dem som besökte kungen på Slottet i Stockholm efter maskeraden och de försonades vid kungens dödsbädd. Mot slutet av sitt liv drog sig Brahe tillbaka till sitt gods Rydboholms slott utanför Stockholm där han lät anlägga en stor engelsk park.
Brahe var gift två gånger. Första äktenskapet ingicks 1779 med friherrinnan Ulrica Catharina Koskull och andra äktenskapet 1806 med första hustruns brorsdotter friherrinnan Aurora Wilhelmina Koskull.
Brahe recipierades i Svenska Frimurare Orden 1785 och erhöll, som en av de första, Carl XIII:s orden 1811. I januari 1803 blev han tillsammans med första hustrun, samtidigt som greve Erik Ruuth och dennes hustru Charlotte Wahrendorff, av hertig Karl intagen i Carl Adolf Bohemans hemliga sällskap Gula Rosen. Till detta sällskaps medlemmar räknades även hertig Karl, Hedvig Elisabet Charlotta och drottningens mor.

## Galleri

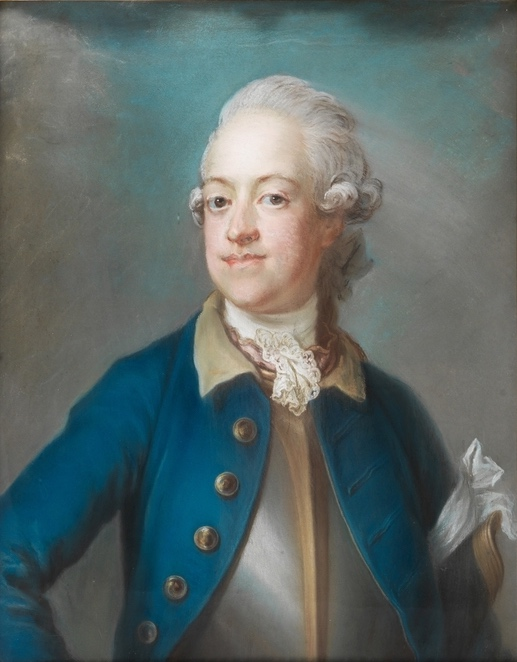
Magnus Fredrik Brahe i Södra skånska kavalleriregementets Uniform m/1756 och harnesk. Runt armen är den vita armbindeln från Gustav III:s statsvälvning den 19 augusti 1772.
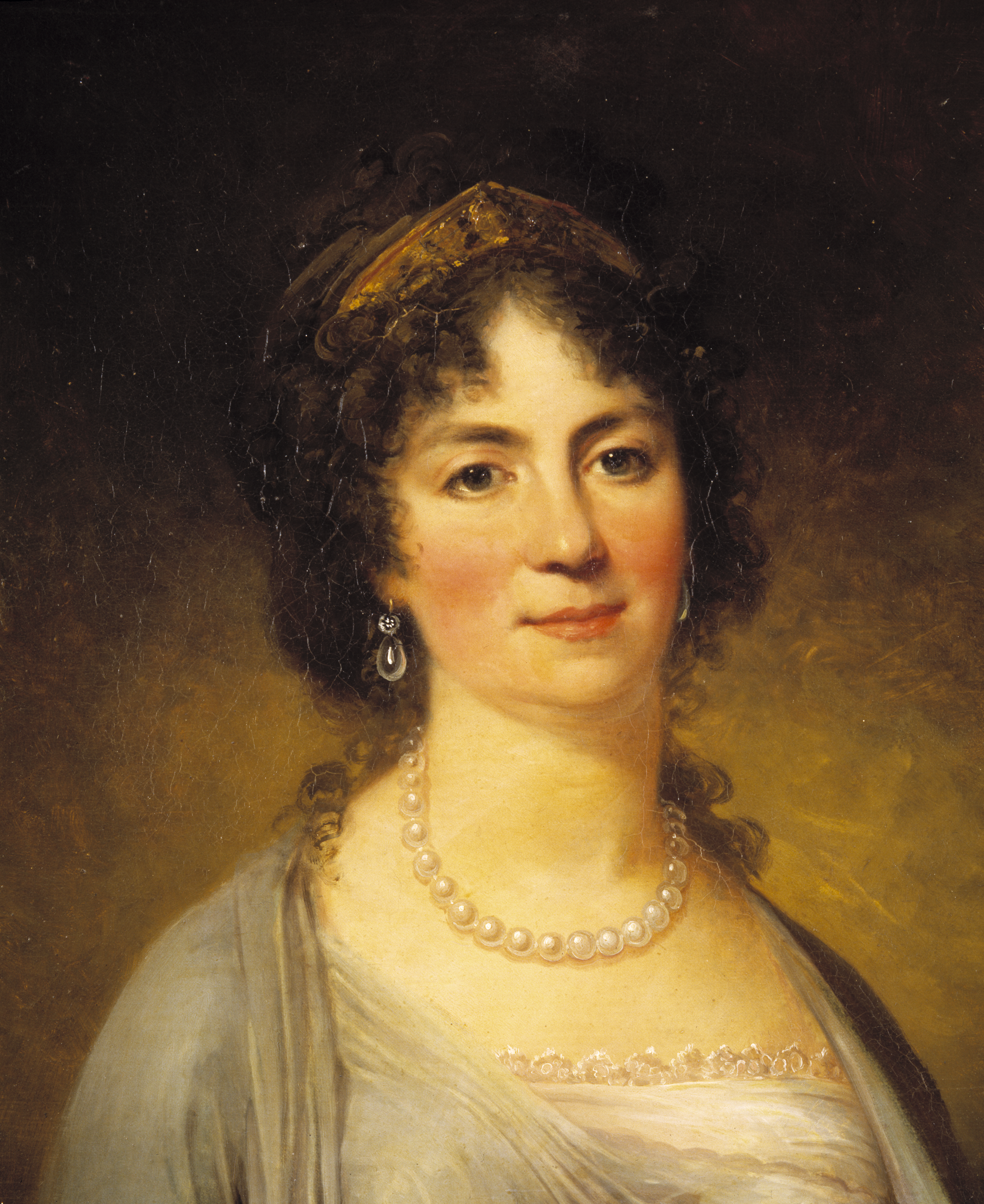
Ulrika Katarina Koskull, Magnus Fredrik Brahes första hustru.
Aurora Vilhelmina Koskull, Magnus Fredrik Brahes andra hustru.